# Trägerbohlwand

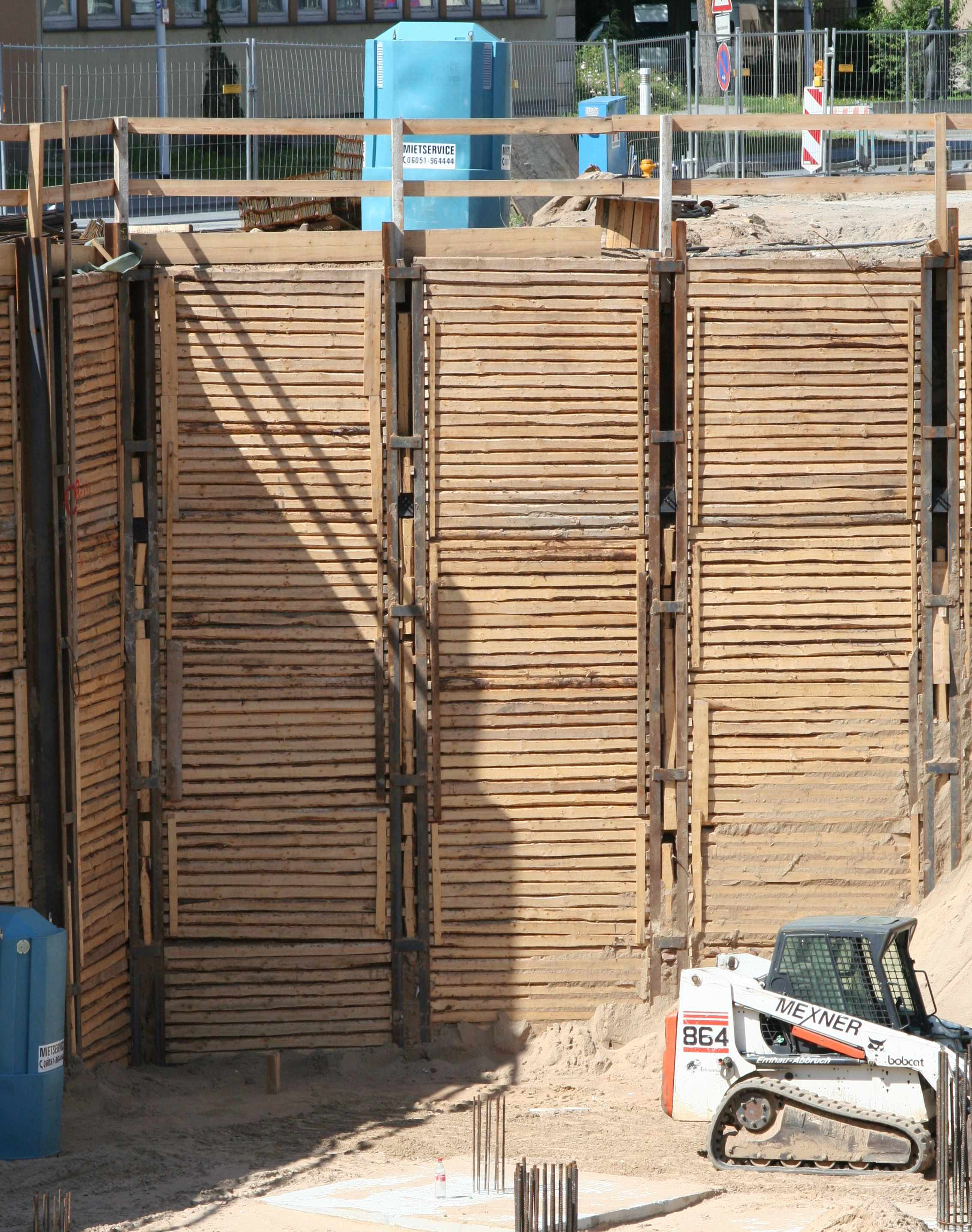
Rückverankerte Trägerbohlwand mit Holzausfachung

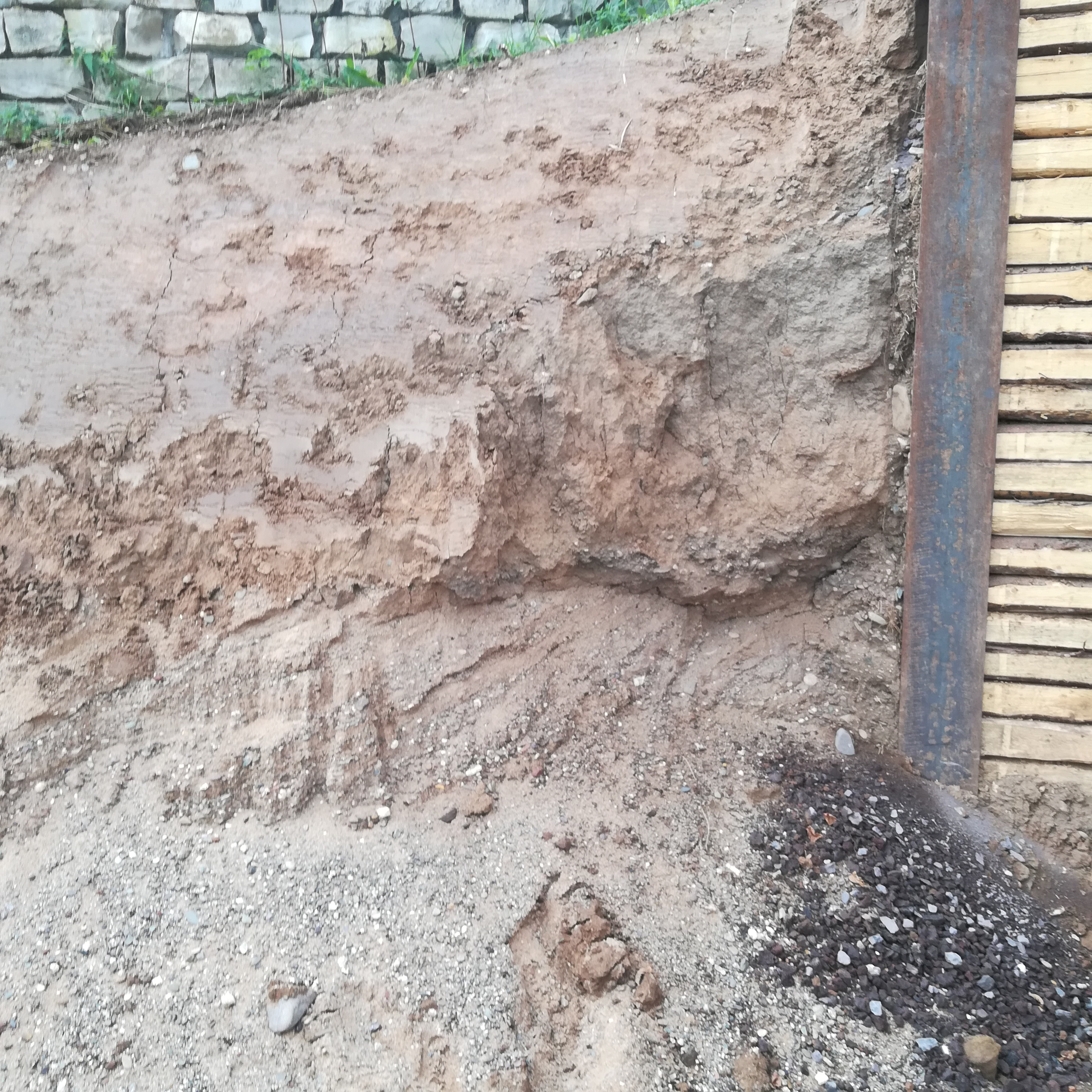
Ende einer Trägerbohlwand in einer am Hang gelegenen Baugrube. Gut zu sehen sind die wasserdurchlässigen Zwischenräume zwischen den Bohlen.

Eine Trägerbohlwand ist ein Baugrubenverbau, der das Nachrutschen von Erdreich in eine Baugrube verhindert. In der Schweiz ist der Ausdruck Rühlwand gebräuchlich. Neben der Trägerbohlwand sind auch andere Verbautechniken, wie zum Beispiel Schlitzwand, Bohrpfahlwand oder Spundwand, möglich.
Die Trägerbohlwand gibt es in verschiedenen Ausführungsvarianten, die sich in der konstruktiven Ausbildung, im verwendeten Material und in der Art des Einbaus unterscheiden. Am bekanntesten ist der sogenannte Berliner Verbau. Der Name leitet sich vom erstmaligen Einsatz beim Bau der Berliner U-Bahn in den 1930er Jahren ab. Häufig wird der Ausdruck Berliner Verbau als Synonym für „Trägerbohlwand“ verwendet. Weitere Ausführungsvarianten sind der sogenannte Essener Verbau und der Hamburger Verbau.

## Herstellungsverfahren

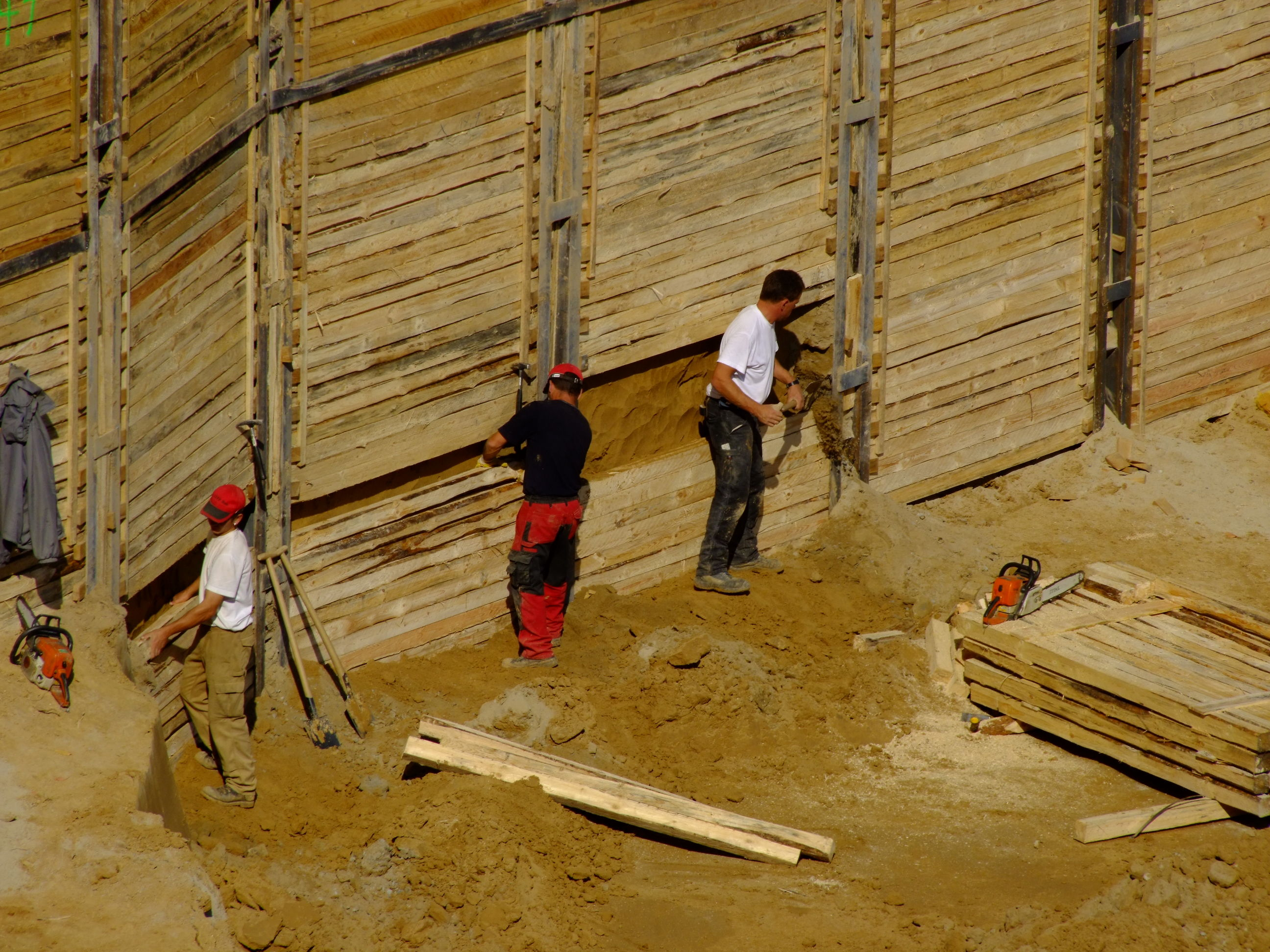
Einbau der Kanthölzer

Die Herstellung einer Trägerbohlwand erfolgt in mehreren Schritten.
Zunächst werden Vertikalträger entlang des künftigen Baugrubenrandes in regelmäßigen Abständen (ca. 1,5 bis 2,5 Meter) abgeteuft. Beim Berliner Verbau werden hierfür meistens Breitflanschträger vom Typ HEA oder HEB, alternativ über Laschen verbundene U-Profile verwendet. Bei lockeren Böden werden die Träger meistens eingerüttelt (einvibriert), früher eingerammt. Zur Verminderung von Lärm und Erschütterungen ist es in städtischen Bereichen heute üblich, Löcher zu bohren und zu verrohren, in die die Träger eingestellt werden. Dabei können die Träger zur Erhöhung der Verformungssteifigkeit im Bereich des Bodeneinstands mit Beton vergossen werden. Ein Betonverguss des Gründungsbereichs kann auch bei verankerten Wänden zur besseren Ableitung der Vertikalkomponente der Zugspannung der meist schräg nach unten weisenden Anker erforderlich sein.
Nach dem Absenken der Stahlprofile beginnt der Baugrubenaushub; bei steifen und bindigen Böden zunächst bis auf eine Tiefe von ca. 1,25 Meter. Bei riesel- oder fließfähigem Boden kann es im Extremfall erforderlich sein, dass der Aushub jeweils nur eine Bohlenbreite beträgt. Anschließend werden Kanthölzer oder Holzbohlen zwischen die freigelegten Flansche der Stahlträger eingebracht und mit Keilen an den anstehenden Boden gepresst. Alternativ zur Verwendung von Holzbohlen kann die Ausfachung auch mit Spritzbeton, Stahlbeton, Stahlbeton-Fertigteilen oder Stahlelementen (Kanaldielen) erfolgen. Grundsätzlich ist es zum Einbau der horizontalen Ausfachung erforderlich, dass der anstehende Boden solange standfest ist, bis der freigelegte Bereich wieder verbaut ist. Nicht standfeste Böden sind gegebenenfalls zu ertüchtigen. Eine Bodenverfestigung kann etwa mit Injektionen geschehen. Alternativ können vertikale Ausfachungen mit Kanaldielen oder Spunddielen vorauseilend eingebracht werden.
Abhängig von den Baugrundkennwerten und unter Berücksichtigung der Verkehrs- und Bauwerkslasten wird meistens bereits ab einer Baugrubentiefe von 2 bis 3 Meter eine Rückverankerung der Trägerbohlwand mittels Verpressankern oder Aussteifung zur gegenüberliegenden Verbauwand notwendig. Bei tiefen Baugruben wird die Trägerbohlwand auf mehreren Ebenen verankert oder ausgesteift.

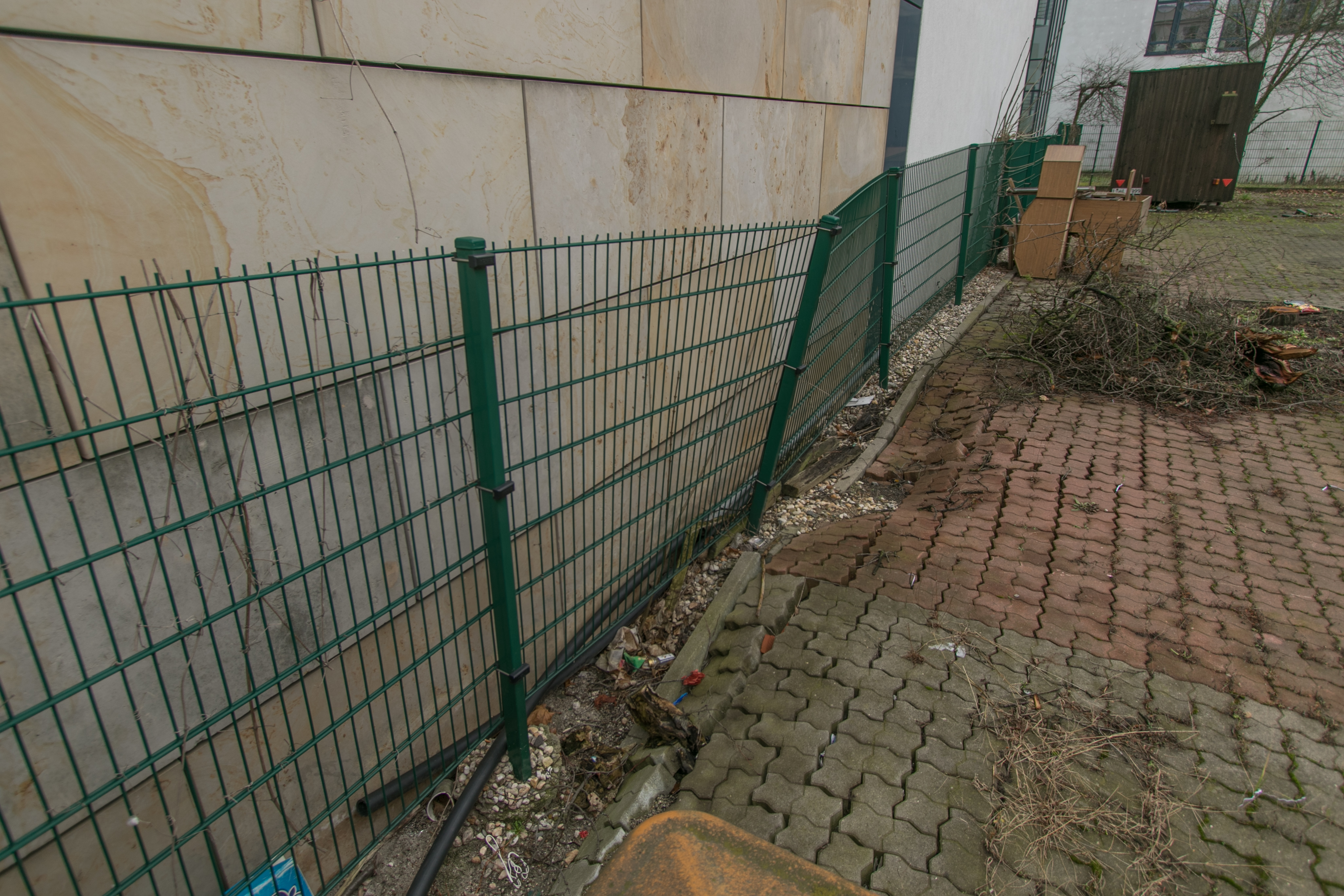
Setzungen aufgrund von verfaultem Holz aus Berliner Verbau nach 20 Jahren.

In vielen Fällen wird die Trägerbohlwand nach Abschluss der Bauarbeiten rückgebaut. Dabei werden schrittweise die Ausfachungen ausgebaut und die Baugrube verfüllt. Die Träger selbst können zum Schluss gezogen werden. Eine Wiederverwendung ist möglich. Die Rückverankerung verbleibt im Baugrund. Oft werden die Hölzer jedoch im Baugrund belassen und verfaulen. Nach ca. 20 - 25 Jahren kommt es dann in der Regel zu Setzungen im Baugrund, der an das Gebäude grenzt.

## Einsatzgebiete
Trägerbohlwände bieten sich zur Sicherung von Baugruben und beim Kanalbau mittlerer und größerer Tiefe an, auch bei komplizierten Grundrissformen. Bei der Anwendungen des Bauverfahrens in Berlin vor dem Zweiten Weltkrieg zum U- und S-Bahn-Bau wurde der Grundwasserspiegel mit leistungsfähigen Pumpen abgesenkt, was aber zu Schäden der benachbarten Bebauung, insbesondere an Holzpfahlgründungen, führte. Bei entsprechender Ausführung kann die Trägerbohlwand auch als dauerhafte Sicherung eingesetzt werden. Holzausfachungen sind für diesen Einsatz jedoch nicht geeignet.

## Varianten
Es gibt verschiedene Varianten der Trägerbohlwand, die sich in der Ausführungsart unterscheiden, aber vom Prinzip ähnlich sind.

### Berliner Verbau
Der klassische Berliner Verbau ist die meistverbreitete Variante. Als Verbauträger werden IPB-Träger, seltener IPE-Träger verwendet. Die Bohlen werden dem Aushub folgend zwischen den Verbauträgern eingebracht und stützen sich gegen die Trägerflansche ab. Sie werden zwischen Träger und Boden verkeilt. Die Bohlen bestehen in der Regel aus Holz und können, ebenso wie die Träger, nach dem Rückbau wieder verwendet werden. In diesem Fall muss ein Arbeitsraum zwischen Bauwerk und Trägerbohlwand verbleiben. Werden Betondielen anstelle der Holzbohlen verbaut, können diese im Boden belassen werden. Es werden dann später nur die Verbauträger gezogen. Ist bei größeren Aushubtiefen eine Rückverankerung durch Verpressanker o. ä. erforderlich, wird zur Abstützung eine horizontale Gurtung aus 2 nebeneinanderliegenden U-Profilen vor den Verbauträgern angeordnet.

### Essener Verbau
Beim Essener Verbau werden statt der vertikal eingebauten I-Träger zwei parallel nebeneinander liegende U-Profile verwendet, die in regelmäßigen Abständen durch Laschen miteinander verbunden sind. Die bei größeren Aushubtiefen erforderliche Rückverankerung wird dann einfach zwischen den U-Profilen eingebracht und auf eine zusätzliche horizontale Gurtung kann verzichtet werden.

### Hamburger Verbau
Beim Hamburger Verbau, auch vorgehängter Verbau, werden die Bohlen nicht zwischen, sondern vor den Verbauträgern angeordnet und durch geschlitzte Hakenbleche mit kurzen U-Profilen oder Schipplie-Eisen mit dem Flansch der Verbauträger verspannt. Die Aushubgrenze ist dabei die Luftseite der Trägerflansche. Ein aufwändiges Nacharbeiten von Hand wie beim Berliner oder Essener Verbau notwendig, entfällt.
Die Tiefe des Verbaus ist wegen der Begrenzung der Trägergrößen und wegen der Dicke der Bohlen begrenzt. Daher kommt der Hamburger Verbau bevorzugt bei Baugrubentiefen bis 5 m zum Einsatz. Es lassen sich Baugruben beliebiger Geometrie erstellen. Die Trägerflansche sollten jedoch wegen der durchlaufenden Verbohlung exakt in einer Ebene liegen. Die Träger und Bohlen können mehrfach verwendet werden. Der Hamburger Verbau ist eine gute Alternative zu Kanalverbaugeräten und daher besonders häufig beim Kanalbau anzutreffen. Im Vergleich zum Berliner oder Essener Verbau ist der Aufwand geringer bei den Schachtarbeiten. Insgesamt wird diese Bauart jedoch nur noch selten verwendet.

## Vor- und Nachteile
Trägerbohlwände lassen sich leicht an jede beliebige Grundrissform anpassen. Aussparungen für Leitungen, Rohre o. ä. sind relativ leicht herzustellen. Der Rückbau ist möglich, soweit sich ein Arbeitsraum zwischen Verbau und Bauwerk einrichten lässt. Eine Trägerbohlwand ist häufig der kostengünstigste Verbau.
Falls Grundwasser ansteht und eine Grundwasserabsenkung nicht möglich ist, können Trägerbohlwände nicht hergestellt werden. Trägerbohlwände werden im Gegensatz zu Schlitz- und Bohrpfahlwänden zu den „weichen“ Baugrubenverbauten gezählt. Dies bedeutet, dass im Einflussbereich dieser Verbauart gegebenenfalls mit Setzungen zu rechnen ist, weil die Ausfachung nicht vollflächig und kraftschlüssig gegen den anstehenden Boden eingebaut werden kann und die Stahlträger sich verformen können. Stehen Gebäude im Einflussbereich des Verbaus, so sind die gegenseitigen Einflüsse statisch zu untersuchen, um Schäden zu vermeiden.